# Jeremias Benjamin Richter
Jeremias Benjamin Richter (Hirschberg, 1762. március 10. – Berlin, 1807. április 14.) német kémikus.

## Élete
1794-től 1800-ig bányászhivatalnok volt Breslaunál. Bánya felbecslőként, majd Berlinben a királyi  porcelángyár vegyész osztályán szolgált. Rendkívül nagyra tartotta a matematika szerepét a kémiában. A matematika felhasználásával 1792-ben sikerült bizonyítania az egyenértékek törvényét. Doktori disszertációjának a címe is az volt, hogy A matematika alkalmazása a kémiában.

## Kutatási területei
1797-ben megállapította, hogy azon savmennyiségek, melyek egy adott mennyiségű bázist semlegesítenek, egymással egyenértékűek. Felállította az egyenértékek törvényét, bevezette a sztöchiometria elnevezést. Meghatározta, hogy a hidrogén és az oxigén reakciójában a két gáznak 8:1 arányban kell elegyednie.

## Írásai
- kutatási munkáinak összefoglaló leírását Messkunst chemischer Elemente címen adták ki (1792–1794),
- 1792 és 1794 között kiadta a határozott arányok törvényéről szóló három kötetes összefoglaló művét,